# Episemasia
Episemasia là một chi bướm đêm thuộc họ Geometridae.

## Các loài
- Episemasia cervinaria (Packard, 1873)
- Episemasia solitaria (Walker, 1861)